# The Sign of the Cross (film 1914)
The Sign of the Cross è un film muto del 1914 diretto da Frederick A. Thomson. La sceneggiatura si basa sull'omonimo lavoro teatrale di Wilson Barrett andato in scena a St. Louis il 28 marzo 1895.

## Trama
Roma, 64 d.C. Quando l'imperatore Nerone rinnova le persecuzioni contro i cristiani, il prefetto Marco Superbo teme per la vita di Mercia, una cristiana di cui lui è innamorato. La donna, però, viene arrestata e l'imperatore rifiuta di graziarla a meno che non rinunci alla propria fede. Mercia non solo respinge l'offerta che le viene comunicata da Marco ma, prima di entrare nell'arena, converte anche Marco che, insieme a lei, affronta la morte.

## Produzione
Il film fu prodotto dalla Famous Players Film Company.

## Distribuzione
Distribuito dalla Paramount Pictures, il film uscì nelle sale statunitensi il 21 dicembre 1914. Nei Paesi Bassi, fu distribuito con il titolo Het teeken des Kruizes.
Copie della pellicola si trovano conservate negli archivi della Library of Congress di Washington e in quelli del Filmmuseum di Amsterdam.